# National Scholastic Surfing Association
 (février 2023).
Si vous disposez d'ouvrages ou d'articles de référence ou si vous connaissez des sites web de qualité traitant du thème abordé ici, merci de compléter l'article en donnant les références utiles à sa vérifiabilité et en les liant à la section « Notes et références ».
La National Scholastic Surfing Association (NSSA) est une organisation américaine à but non lucratif dont la mission est d'encourager et d'aider ses membres à apprendre et à développer les principes fondamentaux et les compétences pour les compétitions de surf. Fondée en 1978, la NSSA favorise les qualités de discipline et d'excellence dans la compétition tout en soutenant la réussite scolaire de jeunes surfeurs. 
Plus de 80 événements NSSA sont gérés à l'échelle nationale, jusqu'au Championnat national, qui est considéré comme le plus grand événement de surf de la jeunesse en Amérique.